# Gateway (San Diego)
Fairmount Park es un barrio de la región de Mid-City de la ciudad de San Diego, California.

## Geografía
Los límites de Fairmount Park están definidos al oeste por la Ruta Estatal 15, al noreste por la Interestatal 805, al sudeste por la Avenida Home, y al sur por la Ruta Estatal 94.

## Educación
- La Escuela Elemental Rowan (Distrito Escolar Unificado de San Diego)

- Datos: Q5527189